# Buddha-Statuen von Bamiyan

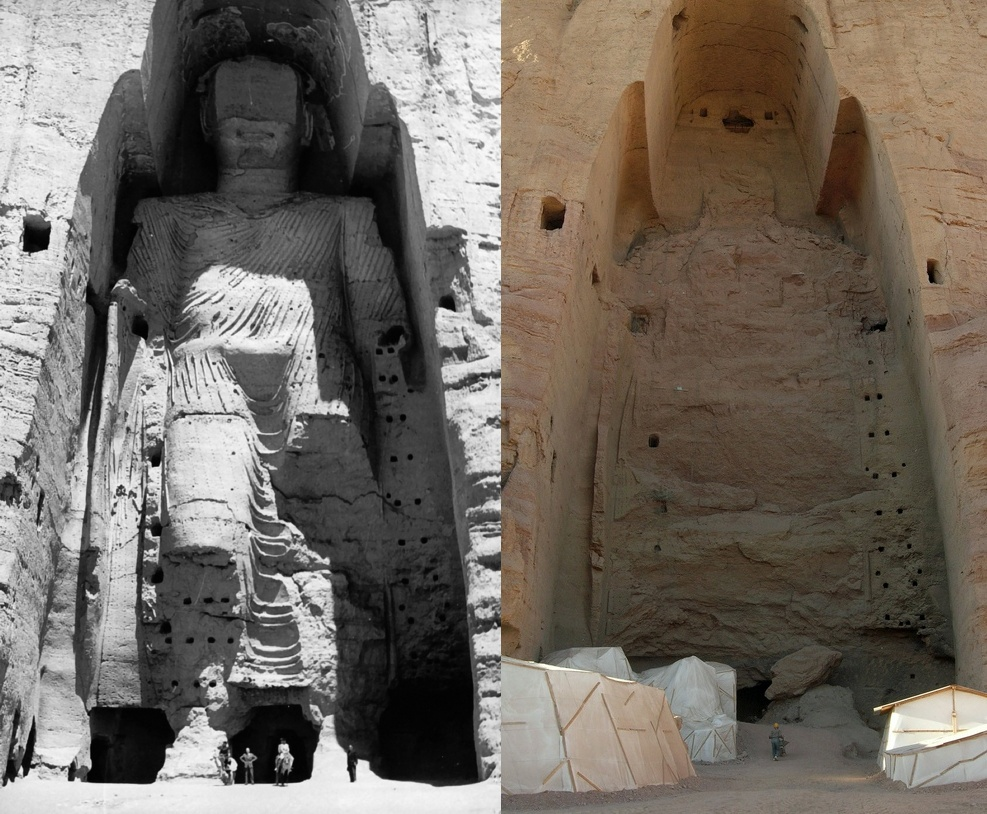
Die größere der beiden riesigen Buddha-Statuen vor und nach der Zerstörung. Das linke Foto stammt aus dem Jahr 1963, das rechte aus dem Jahr 2008. Sie war 53 Meter hoch.

Die Buddha-Statuen von Bamiyan (paschtunisch د باميانو بودايي پژۍ də Bāmyāno būdāyī paĵəy, persisch تندیس‌های بودا در بامیان tandīshāy-e būdā dar Bāmyān) waren einst die größten stehenden Buddha-Statuen der Welt. Sie befanden sich bis zur Zerstörung durch die Taliban im März 2001 im 2500 Meter hoch gelegenen, mehrheitlich von Hazara bewohnten Tal von Bamiyan, das sich im Zentrum Afghanistans befindet und von der UNESCO als Weltkulturerbe gelistet ist. Die beiden größten und bekanntesten dieser Statuen waren 53 bzw. 35 m hoch. Daneben wurde eine ganze Reihe von weiteren, kleineren Buddha-Statuen in die dortige Felsklippe eingearbeitet. Sie sind historische Zeugnisse einer dort etwa vom 3. bis zum 10. Jahrhundert praktizierten, in ihrer Art einzigartigen graeco-buddhistischen Kunst. Mittlerweile wurden die Nischen der Statuen abgesichert und ihre Trümmer geborgen. Es gibt Bestrebungen, die Statuen wieder aufzubauen. Hierzu wurden auch Hilfsgelder zugesichert, ohne dass jedoch ein konkreter Beschluss gefasst wurde.

## Buddhistische Kultur Bamiyans

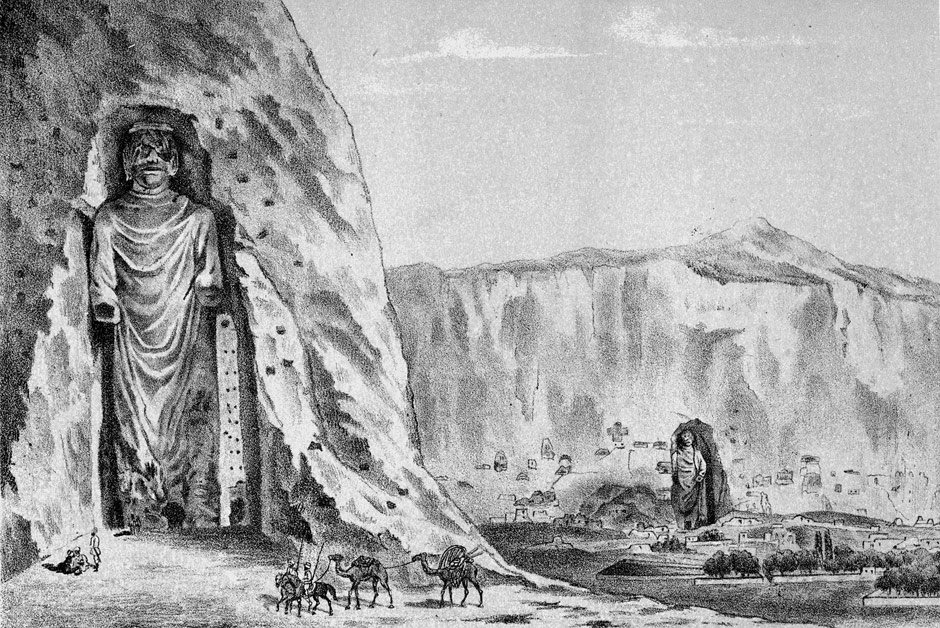
Ansicht um 1878/79

Begünstigt durch seine Lage an einer der Haupthandelsrouten vom Abendland nach China und Indien hatte das Tal bereits in der Antike eine große strategische Bedeutung. Die Handelskarawanen trugen sowohl zum kulturellen als auch zum materiellen Wohlstand der Region bei, der den Bau der riesigen Statuen erst ermöglichte.
Entlang dieser Handelsstraßen waren in Zentralasien eine Reihe unterschiedlich großer Siedlungen und Reiche entstanden. Unter der Herrschaft der Kuschana-Dynastie festigte sich der Buddhismus langsam in der Region des Hindukusch. Zwischen dem 2. und 4. Jahrhundert n. Chr. entstanden dort eine Reihe von buddhistischen Stätten – Stupas, Tempel und Klosterstätten. Bamiyan war eine der größeren und beherbergte im 6. Jahrhundert mehrere tausend buddhistische Mönche.
Die buddhistische Kunst dieser Region war das Ergebnis einer kulturellen Synthese, wesentlich beeinflusst von der früheren Gandhara-Kultur und der indischen Gupta-Kultur, und in ihrer Art einzigartig.

Übersicht 1967

Der Zeitpunkt, an dem in Bamiyan der Buddhismus einzog, wird zwischen dem 2. und 4. Jahrhundert n. Chr. angenommen. Im 8. Jahrhundert geriet Bamiyan unter islamische Herrschaft. Dennoch konnte sich der Buddhismus noch etwa zwei Jahrhunderte länger halten. Erst um die Jahrtausendwende wurde Bamiyan islamisiert.
In der Felswand, aus der die großen Statuen herausgearbeitet worden waren, befanden sich auch aus dem Fels gegrabene Höhlen, in denen die Mönche wohnten, und Gebetshallen mit reichhaltigen Wandmalereien. Rund um die Figuren wurden Gänge und Galerien geschaffen. Ein japanisches Archäologen-Team schätzte die Zahl der Wohnhöhlen auf rund 900.
Als moderner Entdecker der Buddhafiguren gilt der schottische Abenteurer und Reiseschriftsteller Alexander Burnes, der die Statuen in den 1830er Jahren besuchte und sie mit seinem Buch „Reisen in Indien und nach Buchara“ (1834) erstmals einem größeren Publikum bekannt machte. Burnes, der kein Kunsthistoriker war, interpretierte die beiden Figuren als Mann und Frau: „Die männliche ist 120 Fuß hoch, die weibliche etwa 60. Die Nische, in der jene steht, ist 70 Fuß breit, und geht ebenso tief ins Gebirge hinein. Die Statue ist verstümmelt, beide Beine sind durch Kanonenkugeln zerschmettert, und das Gesicht oberhalb des Mundes zerstört. Die Lippen sind sehr breit, die Ohren lang und hängend, sie scheint eine Tiara auf dem Kopf gehabt zu haben. (…) Es ist nicht unwahrscheinlich, dass die Idole von Bamiyan der Laune irgendeines mächtigen Mannes ihre Entstehung verdanken, der in dieser höhlengrabenden Nachbarschaft lebte und durch das Aushauen derselben sich unsterblich zu machen gedachte.“

## Gestaltung

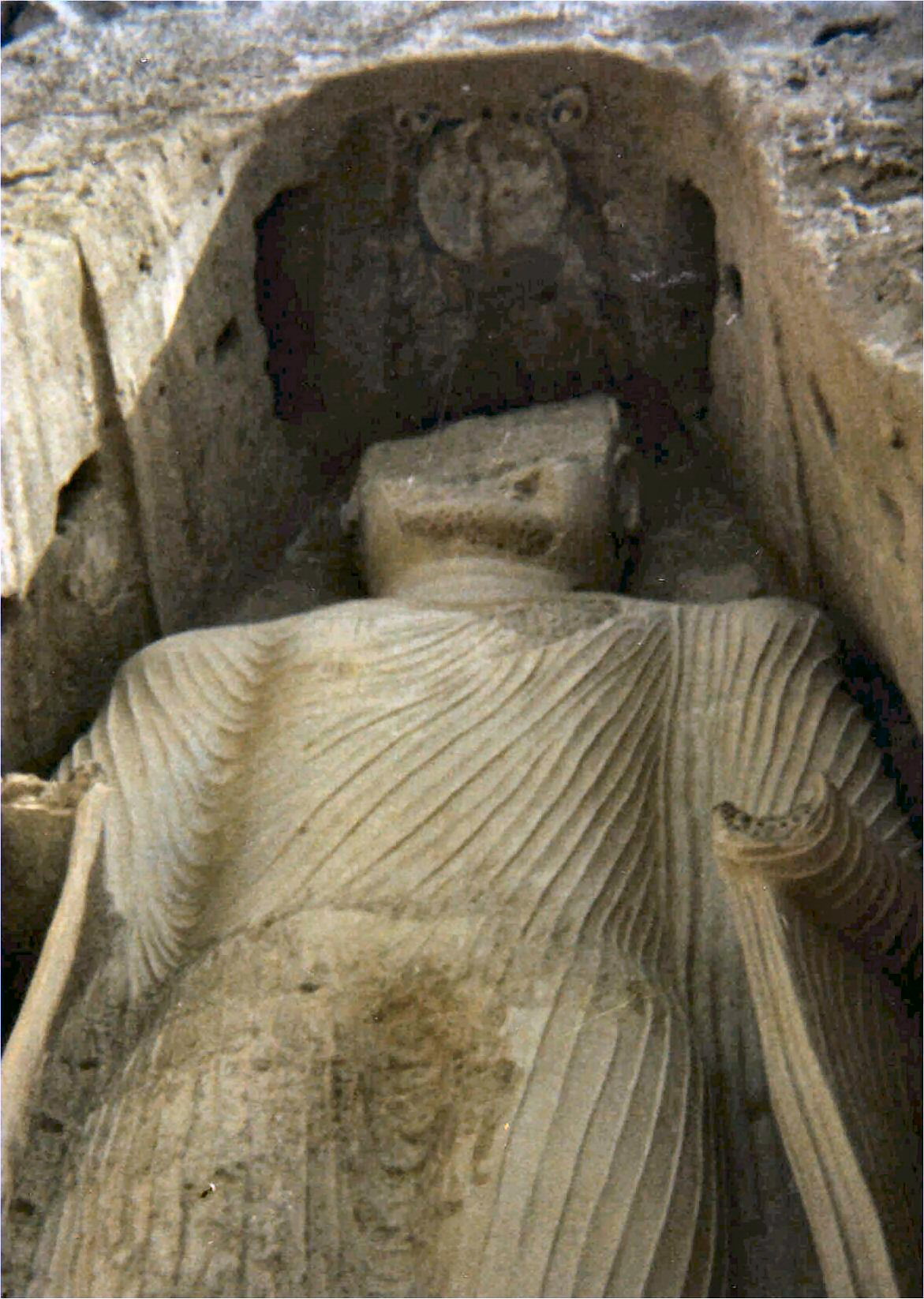
Die kleinere der beiden riesigen Buddha-Statuen war 35 Meter hoch. Die feineren Details der Statue wurden mit einem speziellen Lehmverputz modelliert. Auf dem Bild ist an der Decke der Nische auch noch eine Wandmalerei erkennbar, die bis zur Zerstörung der Statue vorhanden war.

Die Statuen wurden im 6. Jahrhundert aus dem roten Sandstein gemeißelt. Archäologen datieren die Entstehungszeit der kleineren Statue auf die Zeit um das Jahr 510, die große Statue wurde um 550 geschaffen. Die kleine Statue maß 35 Meter, die große 53 Meter; deren Nischen sind etwa 38 beziehungsweise rund 58 Meter hoch.
Beide Statuen wurden in je einer eigens dafür in den Berg gehauenen Felsnische gefertigt. Dabei wurden ihre Formen grob in den Fels geschlagen und anschließend durch Auftragen eines Lehmverputzes fertig modelliert. Dieser Verputz, der eine Mischung von Tonerde, Stroh und Pferdehaar war, wurde mit Seilen und Holzstücken weiter fixiert. Die große Statue wurde laut Angaben von Restauratoren anschließend karminrot, die kleinere mehrfarbig bemalt. Zudem waren die Nischen der Statuen in ihren oberen Bereichen mit Wandmalereien verziert. Wie genau die Statuen früher ausgesehen haben, ist dennoch nicht hinreichend geklärt. So ist etwa in Xuanzangs Reisebericht zu lesen, dass sie ursprünglich mit Gold überzogen und mit Juwelen geschmückt gewesen sein sollen.
Das ca. 2 km lange Felsenkloster hatte und hat trotz der Zerstörung durch Abdur Rahman Khan im 19. Jahrhundert und trotz der völligen Zerstörung durch die Taliban immer noch ein riesiges System von Höhlen, Felsentreppen, Balkonen, Gebetsräumen und Galerien, die schätzungsweise von ca. 3000 bis 5000 buddhistischen Mönchen bewohnt waren. Heute beherbergen die Höhlen eine Vielzahl von Menschen der Hazara.
Die Felsentreppen führten bis zum Scheitel der Buddha-Statuen. Viele dieser Felsentreppen sind immer noch vorhanden. Auf den Kopf der 53 m hohen Statue gelangte man über eine Wendeltreppe. Dort standen in den 1960er und 1970er Jahren Besucher aus Europa und Amerika, betrachteten die Wandmalereien und blickten über das Bamiyan-Tal.
Rund um die Figuren wurden Gänge und Galerien geschaffen und hunderte von Gebetshallen und Wohnhöhlen teils mit reichhaltigen Wandmalereien angelegt.
Zusätzlich zu den beiden stehenden großen Buddha-Statuen wurden zwei mittelgroße, sitzende Statuen und eine Reihe von kleineren Statuen in die Felsklippe gearbeitet.

### Religiöse Bedeutung
Die größere Statue war ein Bildnis des Buddha Dipamkara, also des Buddhas des dem unseren vorangegangenen Zeitalters. Die kleinere Statue stellte den Buddha unseres Zeitalters, den Buddha Shakyamuni (Siddhartha Gautama), dar. Im 11. Jahrhundert beschrieb ein iranischer Reisender die Statuen als Sorch But ((auch Surkh But سرخ بت), deutsch „Roter oder warmer Buddha“) und Khonok But ((خنک بت) auch Khing But deutsch „kalter oder weißer Buddha“). Sie werden auch volkstümlich als Solsol bzw. Salsal (صلصل Licht des Universiums) und Schahmama (شاه مامه Königinmutter) genannt.
Gemäß einer persischen Legende sollen die Statuen den König Solsol und seine Gemahlin Schahmama (Mutterkönigin) darstellen. Unter diesen Namen waren die Buddhas auch in Afghanistan bekannt. Die altiranisch sprechenden Kuschanen und Sassaniden sollen Solsol in der Rolle von Rostam geehrt haben. Onsuri, ein Dichter des 11. Jahrhunderts in Ghazna, schrieb eine in Versform verfasste Liebesgeschichte über Sorch But und Khonok But und das Märchen von Rostam und Sohrab.

### Dritter riesiger Buddha
Es wird vermutet, dass früher auch noch eine noch größere Darstellung eines liegenden Buddha existierte. Dabei soll es sich um eine Darstellung des Buddha in Nirwana (Buddha in seinem Sterbebett) handeln, der angeblich eintausend Beine gehabt haben soll. Der chinesische Mönch Xuanzang (auch Hsüan-Tsang), der das Tal von Bamiyan im Jahr 632 während seiner Reise nach Indien besuchte, erwähnte sie in seinem Bericht und gab ihre Größe mit 1000 Fuß – das sind etwa 300 Meter – an. Seine Angaben über die Größe und die Lage der bekannten stehenden Buddha-Statuen hatten sich bei Nachforschungen als bemerkenswert genau erwiesen, daher wird sein Bericht von der Forschung als durchaus glaubwürdig eingestuft.
Das Abbild könnte nach Meinung von Archäologen noch im Erdboden verborgen sein, wofür zwei mögliche Gründe in Betracht gezogen werden: So könnten entweder die Bewohner von Bamiyan sie aus Angst vor ihrer Zerstörung durch muslimische Invasoren absichtlich versteckt haben, oder das Bildnis könnte durch ein Erdbeben verschüttet worden sein. Die meisten Experten gehen jedoch davon aus, dass es bereits seit langer Zeit zerstört ist, nicht zuletzt deshalb, weil dieses Bildnis im Gegensatz zu den in den Felsnischen stehenden Statuen der Witterung ausgesetzt war.

## Zerstörung

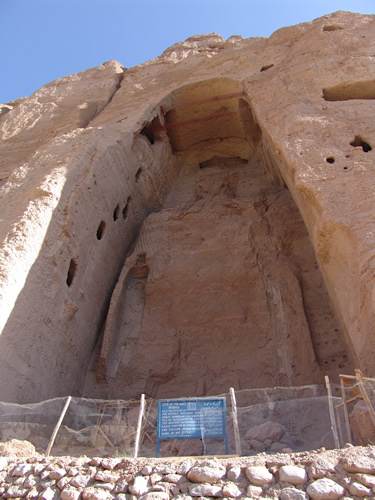
Die Nische der 35 m großen Buddha-Statue nach der Zerstörung. (2005)

Mit der Verdrängung des Buddhismus durch den Islam verloren die Statuen an Bedeutung und wurden zum Ziel von Zerstörungen (siehe auch Ikonoklasmus), da die Darstellung menschlicher Figuren nicht erwünscht war. So verloren die Statuen zuerst ihren Schmuck, dann die Gesichter und Hände. Die Statuen wurden im Verlauf der Geschichte mehrfach beschädigt.
Insbesondere die Geschlechtsteile der Skulpturen sollen Ende des 19. Jahrhunderts auf Befehl von Abdur Rahman Khan mit Artillerie beschossen worden sein, als seine Truppen im Rahmen der Feldzüge in Hazarajat (Gebiete der Hazara) einmarschierten. 1824 wurde Bamiyan von den ersten Europäern besucht, Oskar von Niedermayer fertigte 1916 die ersten beiden Lichtbilder der Statuen an, 1930 begannen französische Archäologen mit Forschungs- und Freilegungsarbeiten sowie Notsicherungen, um dem Verfall Einhalt zu gebieten. Mitte Juni 1938 besuchte Hans-Hasso von Veltheim Bamiyan und veröffentlichte 1951 in seinen „Tagebüchern aus Asien“ einen ausführlichen Bericht über die Anlage. Von Veltheim fand die Gesichter der beiden Buddhas bis zur Oberlippe abgehauen und vermutete aufgrund der sorgfältigen Bearbeitung, dass buddhistische Gläubige selbst beim Ansturm der Horden von Dschingis Khan im Jahre 1222 die Gesichter entfernt haben könnten, um die verehrten Statuen nur verstümmelt in die Hände der Mongolen fallen zu lassen.
Vor der Sowjetischen Intervention in Afghanistan im Jahre 1979 war Bamiyan dennoch ein internationales Touristenziel. Während der folgenden Kriege war das Plateau oberhalb der bis zu 100 Meter hohen Felswand mit den Statuen ein immer wieder umkämpfter strategisch wichtiger Ort, von dem aus das südlich gelegene Tal kontrolliert werden konnte. So befanden sich dort nacheinander Stellungen der sowjetischen Truppen, der Mudschahedin und schließlich der Taliban. Die Höhlen wurden als Munitionsdepots verwendet. Im September 1998 zerstörten die Taliban den bis dahin noch vorhandenen Teil des Kopfes des kleineren Buddha. Dabei wurden die darüber befindlichen Reste an Wandmalereien ebenfalls weitgehend zerstört. Nachdem bereits in den Vortagen die Statuen weitgehend zerstört worden waren, sprengten am 12. März 2001 Taliban-Milizen auf Anordnung von Mullah Mohammed Omar die Überreste. Zusätzlich zu den beiden großen Statuen wurden auch eine der kleineren, sitzenden Buddha-Statuen und die etwa 10 Meter hohe Statue im benachbarten Kakrak-Tal gesprengt. Für die Zerstörung der Statuen brauchten die Taliban vier Tage. Dieser Akt wurde als ein performativer Ikonoklasmus gedeutet, der sich letztlich auch gegen das als westlich wahrgenommene Konzept des Kulturerbes gerichtet habe.
Die Zerstörung konnte trotz vielfältiger Interventionen der UNO und westlicher sowie islamischer Regierungen nicht verhindert werden. Neben den Statuen von Bamiyan wurden auch fast alle buddhistischen Ausstellungsstücke des Museums in Kabul zerstört, die einen unwiederbringlichen Schatz an buddhistischer Kunst darstellten.

## Stabilisierungsarbeiten, Bergung der Trümmer

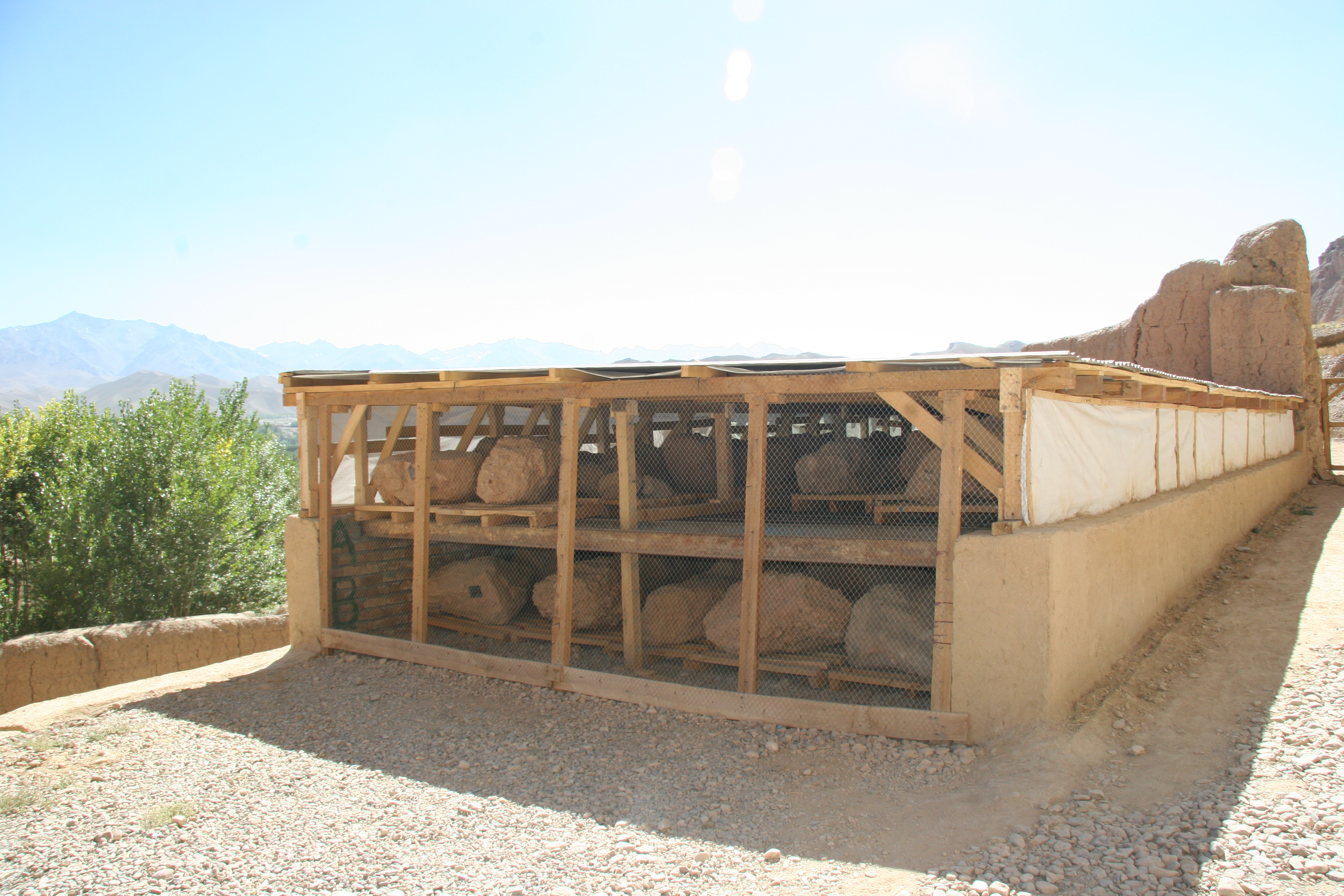
Aufbewahrung der geborgenen Trümmer der Statuen (2007)

Unmittelbar nach dem Ende der Taliban-Herrschaft veranlasste die UNESCO im Dezember 2001 eine erste Erhebung der Lage. Dabei wurden die Reste der Statuen mit Schutzplanen zugedeckt, um sie vor Verwitterung zu schützen. Bei einer zweiten, umfangreicheren Untersuchung stellte sich im Jahr 2002 heraus, dass über 80 % der Höhlenmalereien entweder mutwillig zerstört oder von Plünderern geraubt worden waren. Japanische Experten begannen dann 2003, die noch vorhandenen Wandmalereien zu konservieren. Im selben Jahr unternahm eine italienische Spezialfirma bei einigen einsturzgefährdeten Bereichen – und zwar teilweise bei den Nischen der Statuen selbst, aber auch bei im Berg vorhandenen Treppenaufgängen – erste Stabilisierungsarbeiten, die dann im Jahr 2004 fortgeführt und abgeschlossen werden konnten.
Im März 2004 begann ein Restauratorenteam der deutschen Abteilung des International Council on Monuments and Sites (ICOMOS), finanziert vom deutschen Auswärtigen Amt, mit der Bergung und der Dokumentation der Felsfragmente, die in und vor den Nischen umherlagen. Diese Arbeiten sind mittlerweile abgeschlossen. Die Felsstücke mit skulptierter Oberfläche werden in Lagerhallen vor der Nische des großen Buddha gelagert. Der im April 2010 vorgelegte Bericht von ICOMOS zeigt, dass sich die bisherige Arbeit auf die Sicherung der Nische des kleinen Buddhas konzentriert hat. Die Bergung der Fragmente des Großen Buddhas schritt 2010 fort. Die unter Schutt verborgenen Füße waren wieder sichtbar, die verschütteten Höhlen wieder frei.

## Suche nach dem dritten Buddha
Ein Team von Archäologen unter der Leitung von Zemaryalai Tarzi, der in den 1970er Jahren die Statuen inklusive deren Fresken umfangreich restauriert hatte, begann im Jahr 2002 mit Ausgrabungen im Bamiyan-Tal. Den vermuteten dritten großen Buddha zu finden, war ebenfalls ein Ziel dieses Projekts. Die Archäologen stützten sich bei ihrer Suche auf die Überlieferung Xuanzangs, nach der sich dieser Buddha innerhalb der Mauern eines östlich der königlichen Stadt Bamiyan gelegenen buddhistischen Mönchsklosters befinden soll. Im Jahr 2006 war sich Tarzi nach an mehreren Orten durchgeführten Ausgrabungen sicher, das richtige Kloster in einer Entfernung von etwa 1,5 Kilometern gefunden zu haben. Aufgrund der Größe dieses Tempelkomplexes mahnte er allerdings zu Geduld. Die Ausgrabungen würden weiter fortgesetzt werden.
Mitte 2008 wurde der Fund einer weiteren Statue, nämlich einer 19 Meter großen Darstellung eines schlafenden Buddhas, bekanntgegeben. Die meisten Teile dieser Statue waren jedoch praktisch nicht mehr vorhanden, während deren Hals, Schultern, Teile des rechten Armes und deren Kopfkissen gefunden werden konnte.
Während die Suche nach dem 300 Meter großen Buddha im Jahr 2009 weiter im Gange war, hatten die Archäologen bereits mehrere Klosterstätten freigelegt und außerdem auch Ausgrabungsarbeiten bei der großen Stupa Bamiyans durchgeführt. Neben Tarzis Team führen auch japanische Archäologen Ausgrabungen im Bamiyan-Tal durch.

## Mögliche Wiedererrichtung
Bei zwei im Jahr 2002 im Rahmen der UNESCO durchgeführten internationalen Expertentagungen wurde hervorgehoben, dass die Sicherung anderer unmittelbar vom Einsturz bedrohter kultureller Denkmäler Afghanistans vorrangig angestrebt werden soll. Wiederholt hieß es daher vonseiten der UNESCO und der afghanischen Regierung, die Statuen sollten nicht wieder aufgebaut werden. Als im Jahr 2006 die Regierung Thailands finanzielle Hilfen für einen möglichen Wiederaufbau versprochen hatte, zeigte sich die afghanische Regierung jedoch deutlich aufgeschlossener. Auch viele Bewohner der Region, sowie auch die Gouverneurin von Bamiyan, die im Jahr 2006 die Kosten für einen Wiederaufbau der Statuen auf 50 Millionen US-Dollar geschätzt hatte, sprechen sich für eine Wiedererrichtung aus. Dies würde nach deren Ansicht den Tourismus fördern und wäre eine Art Wiedergutmachung. Andererseits könnte der aufwendige Wiederaufbau buddhistischer Denkmäler in einem verarmten muslimischen Land, in dem über zehn Prozent der Bevölkerung auf Nahrungsmittelhilfen angewiesen sind, innenpolitisch für Zündstoff sorgen. Es gibt Überlegungen, eine der beiden Nischen als Erinnerung an das Geschehene in zerstörtem Zustand zu belassen und nur eine Statue wieder aufzubauen.
Bereits Ende des Jahres 2001 gab eine Schweizer Gruppe Pläne bekannt, die Statuen wieder aufbauen zu wollen. Inzwischen existieren bereits mehrere virtuelle 3D-Rekonstruktionen, wie etwa jene des Großen Buddhas der ETH Zürich aus dem Jahr 2004; davon unabhängig hat auch Michael Jansen mit seinem Team an der RWTH Aachen, die mit ICOMOS zusammenarbeitet, ein dreidimensionales Computermodell der Monumente entwickelt. Mit letzterem soll es möglich sein, den genauen ursprünglichen Platz der Fragmente zu lokalisieren. Für einen möglichen Wiederaufbau der Statuen wären diese Daten unerlässlich.
Im März 2011 gab die UNESCO bekannt, dass ein Wiederaufbau aufgrund der herrschenden Bedingungen derzeit ausgeschlossen werde.

## Filmische Rezeption
- Der im Jahr 2005 erschienene, preisgekrönte Dokumentarfilm Im Tal der grossen Buddhas des Schweizer Regisseurs Christian Frei handelt von den Statuen und deren Zerstörung.
- Kulturerbe Afghanistan – Hoffnung im Tal der Buddhas, Dokumentarfilm von Ulrike Becker, 2005.
- Bamiyân (Die Reise des Mönchs) – Kurztrickfilm von Patrick Pleutin (2008)
- Die Videoblogs der ARD-Korrespondenten Dilli, Dilli – Geschichten aus Delhi von Markus Spieker, 11. November 2016, 9:13 Uhr, 8 min., abgerufen am 14. November 2016.
- Im Film La fabuleuse aventure de Marco Polo (Im Reich des Kublai Khan, 1965) wurde die große Buddha-Statue zum filmischen Versteck des „alten Manns aus den Bergen“.

### Videos, Bilder
- Rebuilding Bamiyan, 25-minütiger Videobeitrag über die Statuen und Bamiyan allgemein, auf Al Jazeera English
- Afghanistan – Hidden Treasures Slide-Shows mit Audiokommentar unter anderem über Bamiyan, auf National Geographic Online (englisch)
- Afghanistan’s Stone Buddhas, Videobeitrag über Bamiyan-Tal, Höhlen und über die Bergungsarbeiten der Trümmer, auf New York Times Online (englisch)
- Übersicht über die Höhlen im Bamiyan-Tal des Huntington Archive of Buddhist and related art der Ohio State University (englisch)
- Panoramaansichten (QuickTime oder Flash Player)
- Volker Thewalt: Afghanistan 1969–1974. (Memento vom 19. Juli 2019 im Internet Archive) Fotos aus Bamiyan und dem Museum Kabul
- Materialsammlung zu den Buddhas von Bamiyan, James Santucci, California State University, Fullerton
- Atelier Schoeller in Kabul – Untersuchung sowie Konservierung und Restaurierung der Decken- und Wandmalereien im Pavillon Kuti-e Baghtscha im Präsidentenpalast in Kabul (Afghanistan), finanziert durch die ARG Afghan Rehabilitation Group, das Auswärtige Amt und die Gerda Henkel Stiftung Felstreppe Mai 2010

### Artikel
- Abdul Wasey Feroozi, Zemaryalai Tarzi, Nadia Tarzi: The Impact of War upon Afghanistan’s Cultural Heritage, PDF-Datei; 8,8 MB, mit hochauflösenden Bildern oder PDF-Datei; 434 kB, niedrigere Auflösung, auf: Website des Archaeological Institute of America (AIA), S. 8–12, März 2004
- Searching for Afghanistan’s Third Giant Buddha, Bericht mit Fotogalerie über die Ausgrabungen, 2009, auf National Geographic Online (englisch)
- Professor Tarzi’s Survey and Excavation Archaeological Mission, Bericht über die archäologischen Ausgrabungen, Zemaryalai Tarzi, 2003
- Photogrammetric Reconstruction of the Great Buddha of Bamiyan, Afghanistan (Memento vom 15. Dezember 2011 im Internet Archive) (PDF; 1,1 MB) Virtuelle 3D-Rekonstruktion des großen Buddhas, ETH Zürich, September 2004
- „Afghan Cultural Heritage Crisis“ – UNESCO
- Charles Haviland, BBC News 25. August 2007
- „Cultural Masterplan“ sieht Zerstörung als Teil der Geschichte im Bamiyan-Tal – VDI-Nachrichten
- Petra Spoerle-Strohmenger: Einsatz in Afghanistan auf die andere Art: Die Bergung der Buddhas von Bamiyan – Bericht eines Zivilisten, Bericht auf der Website der Streitkräftebasis über einen Vortrag von Bert Praxenthaler vom 13. Dezember 2010